# Encephalartos lanatus
Encephalartos lanatus är en kärlväxtart som beskrevs av Otto Stapf och Burtt Davy. Encephalartos lanatus ingår i släktet Encephalartos och familjen Zamiaceae. IUCN kategoriserar arten globalt som nära hotad. Inga underarter finns listade i Catalogue of Life.